# Joshua Palmer
Joshua Palmer (ur. 10 sierpnia 1991 w Adelaide) – australijski pływak specjalizujący się w stylu klasycznym.
W 2016 roku na igrzyskach olimpijskich w Rio de Janeiro w konkurencji 100 m stylem klasycznym zajął 30. miejsce, uzyskawszy czas 1:01,13.